# Wassili Kusmitsch Akulinzew
Wassili Kusmitsch Akulinzew (russisch Васи́лий Кузьми́ч Аку́линцев; * 9. Märzjul. / 22. März 1916greg. in Derjabino, Gouvernement Woronesch, Russisches Kaiserreich; † 23. März 1993 in Moskau) war ein sowjetischer Funktionär und Politiker der Kommunistischen Partei der Sowjetunion (KPdSU), der unter anderem zwischen 1968 und 1979 Erster Sekretär des Parteikomitees der Oblast Karaganda war.

## Leben
Wassili Kusmitsch Akulinzew begann seine berufliche Laufbahn 1931 in Magnitogorsk in der Oblast Tscheljabinsk, wo er bis 1941 nacheinander Komsomol-, Gewerkschafts- und Parteifunktionär war. In dieser Zeit war er unter anderem stellvertretender Vorsitzender sowie anschließend Vorsitzender des Büros für Körperkultur des Stadtrates von Magnitogorsk sowie schließlich Leiter der Kultur- und danach der Personalabteilung des dortigen Industriekombinats. Zugleich absolvierte er ein Studium im Fach Walztechnik am Bergbau- und Metallurgischen Institut Magnitogorsk, der heutigen Staatlichen Technischen Universität Magnitogorsk, und war nach dessen Abschluss zwischen 1941 und 1944 Technologe am Hüttenwerk in Slatoust. 1944 wurde er Mitglied der Kommunistischen Partei der Sowjetunion (KPdSU) und kurze Zeit Sekretär des Komitees der Komsomol im Hüttenwerk Slatoust, ehe er von 1944 bis 1945 Instrukteur der KPdSU im Parteikomitee der Oblast Tscheljabinsk war. Nachdem er zwischen 1945 und 1946 ein Studium an der Parteihochschule der KPdSU absolviert hatte, fungierte er zwischen 1946 und 1950 erst als stellvertretender Sekretär sowie zuletzt als Organisationssekretär des Parteikomitees des Hüttenwerks von Jenakijewo in der Oblast Stalino. Im Anschluss fungierte er zwischen 1950 und 1952 als Erster Sekretär des Parteikomitees der Stadt Jenakijewo.
1952 übernahm Akulinzew den Posten als Leiter der Abteilung für Partei-, Gewerkschafts- und Komsomolorgane – Parteiorgane des Zentralkomitees (ZK) der Kommunistischen Partei Turkmenistans und war bis zum Beschluss des XVII. Kongresses der Kommunistischen Partei Turkmenistans am 12. September 1961 auch Mitglied des Präsidiums des ZK der KP Turkmenistans. Zudem wurde er durch Beschluss des 1. Plenums des ZK der KP am 22. Januar 1961 auch Sekretär des Zentralkomitees der Kommunistischen Partei Turkmenistans und hatte auch diese Funktion bis zum 12. September 1961 inne. Im Anschluss übernahm er zwischen dem 11. September 1961 und 1962 den Posten als Vorsitzender des Rates für nationale Wirtschaft im Range eines Ministers im Ministerrat der Turkmenischen Sozialistischen Sowjetrepublik und fungierte danach von 1962 bis Oktober 1964 als stellvertretender Vorsitzender des Zentralasiatischen Büros des Zentralkomitees der KPdSU. Nachdem er von 1965 bis Februar 1968 Inspektor des Zentralkomitees der KPdSU war, übernahm er innerhalb der Kommunistischen Partei Kasachstans am 19. Februar 1968 von Nikolai Wassiljewitsch Bannikow die Funktion des Ersten Sekretärs des Parteikomitees der Oblast Karaganda und behielt diesen bis zum 6. August 1979, woraufhin Alexander Gawrilowitsch Korkin ihn ablöste. 
Wassili Akulinzew war von 1970 bis 1979 außerdem Deputierter des Obersten Sowjets der UdSSR. Auf dem XXIV. Parteitag der KPdSU (30. März bis 9. April 1971) wurde er ferner Mitglied des ZK der KPdSU und gehörte diesem Gremium bis zum XXVI. Parteitag der KPdSU (23. Februar bis 3. März 1981) an. Im August 1979 trat er als Parteifunktionär in den Ruhestand, blieb aber zwischen 1979 und 1986 noch Berater der Abteilung Metallurgie des Sekretariats des Rates für gegenseitige Wirtschaftshilfe (RGW). Zuletzt fungierte er zwischen 1986 und seinem Tode am 23. März 1993 noch als Stellvertretender Vorsitzender der Organisationskommission des Allunionsrates der Veteranen.
Für seine Verdienste in der Sowjetunion wurde er mehrmals ausgezeichnet und erhielt unter anderem zwei Mal den Leninorden (1971, 1972), den Orden der Oktoberrevolution (1973), vier Mal den Orden des Roten Banners der Arbeit (1957, 1965, 1976, 1980), den Orden der Völkerfreundschaft (1986) sowie den Orden des Roten Sterns (1957). Nach seinem Tode wurde er auf dem Moskauer Friedhof Trojekurowo beigesetzt.